# گمینا سترشاوا
گمینا سترشاوا (به لهستانی:  Gmina Stryszawa) یک گمینا در لهستان است که در شهرستان سوخا واقع شده‌است. گمینا سترشاوا ۱۱۳٫۲۴ کیلومتر مربع مساحت و ۱۱٬۷۱۰ نفر جمعیت دارد.